# Frelichia
Frelichia (Froelichia Moench) – rodzaj roślin z rodziny szarłatowatych. Obejmuje ok. 15–16 gatunków. Rośliny te występują w strefie tropikalnej i umiarkowanej obu kontynentów amerykańskich – od środkowej i wschodniej części Stanów Zjednoczonych po północną Argentynę. Najbardziej zróżnicowane są na pustynnych terenach południowo-wschodnich Stanów Zjednoczonych, na Florydzie oraz w formacjach trawiastych w rejonie Paragwaju i południowej Brazylii. Dwa gatunki są endemitami wysp Galapagos. Jako rośliny introdukowane przedstawiciele rodzaju obecni są w Kalifornii i Kanadzie, w Japonii, Australii i zachodniej Afryce, gdzie bywają uciążliwymi gatunkami inwazyjnymi. Jako rośliny pionierskie często rosną na siedliskach przekształconych przez człowieka – na przydrożach i terenach ruderalnych, są chwastami w uprawach. W Polsce uprawiana bywa frelichia teksańska Froelichia floridana.
Nazwa rodzaju upamiętnia niemieckiego lekarza i botanika – Josepha Aloysa von Froelicha (1766–1841).

## Morfologia
PokrójRośliny zielne (jednoroczne i byliny), rzadko krzewy. Łodygi są prosto wzniesione lub płożące, rozgałęzione lub nie, czasem rozgałęzione gęsto, miotlasto. Pędy zazwyczaj omszone.
LiścieNaprzeciwległe, siedzące lub ogonkowe. Blaszka liściowa równowąska do okrągławej, całobrzega, owłosiona.
KwiatySkupione w wyrastające na szczycie pędu kłosowate, gęste, często rozgałęzione, czasem kulistawo skupione kwiatostany, zwykle wsparte przez owłosione podsadki. Kwiaty są obupłciowe. Pięć listków okwiatu zrośniętych jest w rurki do przynajmniej połowy swej długości. Łatki na ich końcach są lancetowate. Listki okwiatu są owłosione. Boczne kwiaty w kwiatostanach są sterylne i ich okwiat rozrasta się w skrzydełka ułatwiające rozprzestrzenianie owoców, u niektórych gatunków bywa zmodyfikowany do cierni lub grzebieni. Pręcików jest 5 o nitkach zrośniętych u nasady w rurkę. Zalążnia jest pojedyncza z szyjką krótką lub długą, krótszą od rurki tworzonej przez zrośnięte pręciki, zakończoną bardzo płytko rozwidlonym lub główkowatym znamieniem.
OwoceJednonasienne niełupki zamknięte trwałym okwiatem. Nasiona gładkie, jajowate lub soczewkowate.

## Systematyka
Rodzaj z rodziny szarłatowatych Amaranthaceae, klasyfikowany do podrodziny Gomphrenoideae i plemienia Gomphreneae. Plemię Gomphreneae włączane jest też do podrodziny Amaranthoideae.
Wykaz gatunków
- Froelichia arizonica Thornber ex Standl.
- Froelichia chacoensis Chodat
- Froelichia drummondii Moq.
- Froelichia floridana (Nutt.) Moq. – frelichia teksańska, f. florydzka
- Froelichia gracilis (Hook.) Moq.
- Froelichia humboldtiana (Schult.) Seub.
- Froelichia interrupta (L.) Moq.
- Froelichia juncea B.L.Rob. & Greenm.
- Froelichia latifolia R.A.McCauley
- Froelichia nudicaulis Hook.f.
- Froelichia paraguayensis Chodat
- Froelichia procera (Seub.) Pedersen
- Froelichia sericea (Hoffmanns. ex Schult.) Moq.
- Froelichia texana J.M.Coult. & Fisher
- Froelichia xantusii R.A.McCauley